# Luis Ganoza
Luis Ganoza (Luis Ganoza Rios; * 1921; † 17. Mai 2001) war ein peruanischer Stabhochspringer.
1947/48 siegte er bei den Juegos Bolivarianos. Bei den Olympischen Spielen 1948 in London schied er in der Qualifikation aus; bei den Leichtathletik-Südamerikameisterschaften 1949 in Lima gewann er Silber.
1951 wurde er Achter bei den Panamerikanischen Spielen in Buenos Aires und holte Silber bei den Juegos Bolivarianos. Bei den Südamerikameisterschaften 1952 in Buenos Aires errang er Bronze.
Seine persönliche Bestleistung von 3,95 m stellte er 1949 auf.